# Caesaromagus
Caesaromagus (en grec antic Καισαρόμαγος ) era la capital dels gals bel·lòvacs a la Gàl·lia Belga.
Probablement és l'actual Beauvais, segons es pot desprendre de l'Itinerari d'Antoní i la Taula de Peutinger. la Notitia Imperium l'esmenta com a Civitas Bellovacorum i a l'edat mitjana es va dir Belvacus o Belvacum. S'ha identificat amb Bratuspantium, encara que segurament eren dues ciutats diferents.